# おにたま
おにたまは、日本の男性プログラマー。Hot Soup Processor（HSP）の開発者である。本名「武田 寧」。
グループ「ONION software」の代表、有限会社ツェナワークス技術開発責任者。1995年から開発しているプログラム言語HSPを通じて、プログラミングの教育活動にも取り組んでいる。
本項では、おにたまが所属し活動しているONION softwareについても解説する。

## 人物
初めてパソコンに触れたのは小学生の時で、中学生の時、PC-6001で同人ゲーム制作を始める。中学生の頃には既に開発したゲームがゲームショップに買い取られ、店からPC8001を貸与されるなどし、さらに開発にのめり込んでいく。
ある時、おにたまはコミックマーケットに出かけた際、漫画だけでなくCG集やゲームを販売していることに気づき、同イベントにてコンピュータゲームを頒布することを思い立つ。
その後、彼はONION software（オニオン・ソフトウェア）という同人サークルを立ち上げる。ONION soft（オニオン・ソフト）と表記されることもある。
ONION softwareという名称で活動を始めた正確な時期は不明とされているが、作品「Balance Chair Demo」が製作された1980年には既に使用（活動）していた。
1986年〜1990年にかけて、「100円ディスクシリーズ」をコミックマーケットにてPC-8800シリーズ用の同人ソフトとしてグループ製作していた。
1980年代末期に「100円ディスクシリーズ」として頒布された作品の中には、実写取り込みを用いたものもある。たとえば、『ハルマゲーム』のクリア時に表示される写真はおにたまの友人であり、PC88のビデオアートボードから取り込んだものが用いられている。
メンバーは代表者・おにたまのみで構成されており、形態は同人サークル（個人サークル）に近く、企業および法人ではない。おにたま自身は「フリーな立場でソフト製作などの活動を行なっているグループ」「色々な人と共同でソフトウェアを作成する場合に使用する屋号と考えてもいい」と説明している。

### レトロゲーム
デジタル時代以前の草創期からのアーケードゲームの歴史やその発展に関しての造詣が深く、近年では国内外のゲーム関連の展覧会や博物館、レトロゲームを設置しているゲームセンターなどに自ら出向き度々取材をしている。またそれらを映像化して動画配信を行ったり、ゲーム関連の講演会などの活動もしている。また業界関係者との人脈も多く、自身のサイト内の「OBS(おにたま放送局)」で定期的に行っている動画配信では、毎回業界関係者をゲストに招きマニアックなトークを披露している。でまた、ピンボール(実機)などの収集家でもある。

### 主な作品
- 「Balance Chair Demo」(NEC PC-8001)SEAGULL INC./MATSUYA GINZA (1980年)
- 「SLENDER ISLAND」「Prohibition Island」(NEC PC-6001)PAX SOFTNICA (1983年)
- 「ONION HOUSE」(NEC PC-6001 & PC-8801)MIA (1984年)
- 「まじゃべんちゃー（ねぎ麻雀）」(NEC PC-8801)Technopolis soft/グラフィック担当：江南 直緒（1984年に同人ソフトとして頒布後、1986年にテクノポリスソフトより製品として販売[9]）
- 「りみちゃんの危険な夜」(NEC PC-8801)イラスト担当：Y人 (1986年)
- 「ザ・スキーム」(NEC PC-8801)S.Hayashi/BOTHTEC/サウンド：古代祐三 (1988年)
- 「おんなのこけーさつたい」(NEC PC-8801mkIISR)イラスト担当：Y人/徳間書店インターメディア (1988年)
- 「香港」(GAMEBOY)イラスト担当：Y人/徳間書店インターメディア Licensed by Nintendo (1990年)

## 著作・連載
- テクノポリス (徳間書店インターメディア) - ソフトウェア製作講座。
- テックウィン (エンターブレイン)
- Windows100% (晋遊舎)
- 日経ソフトウエア (日経BP)

他HSP関連の著作、寄稿多。